# Gran Canal
|  | Per a altres significats, vegeu «Gran Canal (Xina)». |

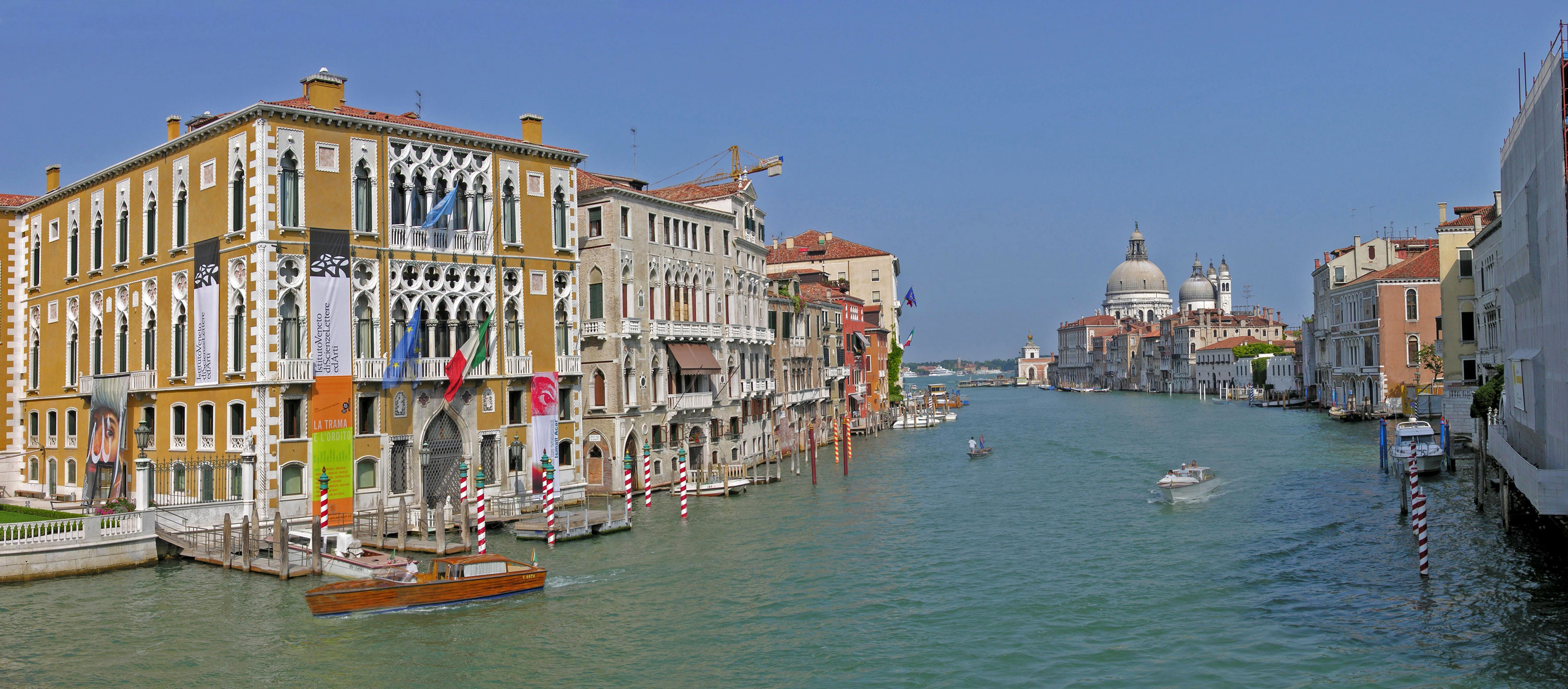
El Gran Canal des del Ponte dell'Accademia; en primer pla el Palazzo Cavalli-Franchetti, en la distància l'església de Santa Maria della Salute.

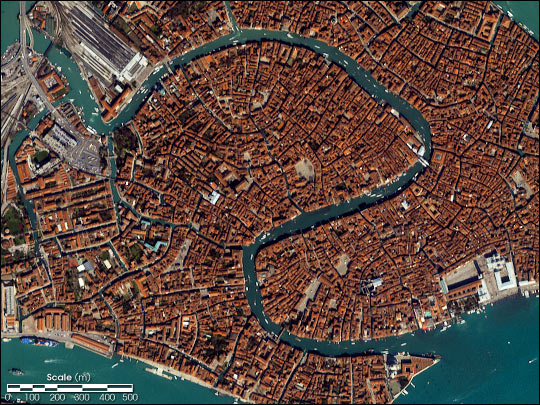
El Gran Canal vist des de l'espai el 2001.

El Gran Canal (Canal Grande en italià; en venecià, Canalasso) és el principal canal de Venècia. Té una llargada d'uns 3800 metres i una amplada que varia des dels 30 metres als 70, i una profunditat mitjana de 5 metres. Divideix en dues parts la ciutat amb la seua forma de essa invertida, des del seu començament prop del Ponte della Libertà fins al Bacino di San Marco, davant del Palau Ducal.

## Traçat
El canal està flanquejat en tota la seua longitud per edificis magnífics, la majoria dels segles XIII fins al XVIII, que mostren la riquesa i l'art creat per la República de Venècia, cosa que en fa un símbol de la ciutat. Any rere any els venecians reviuen les tradicions de la Sereníssima, com la Regata Storica.

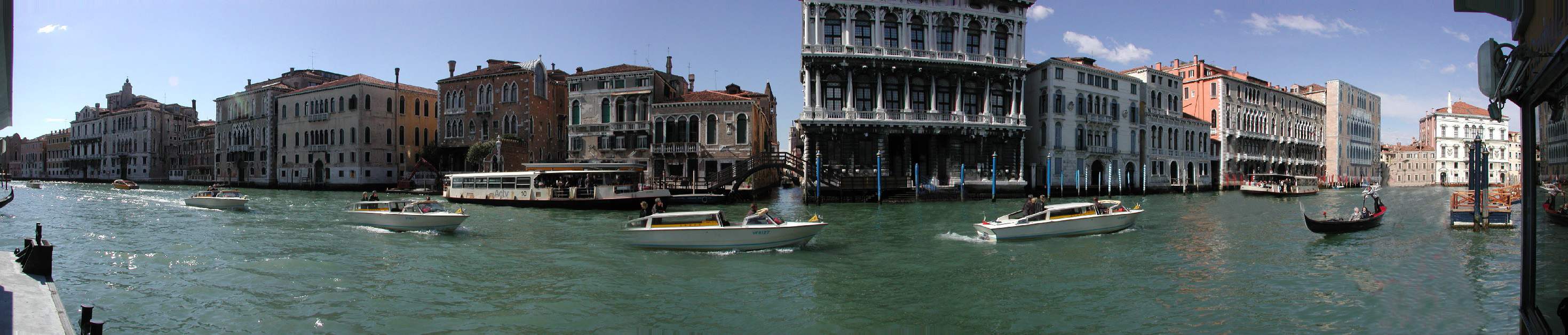
Panorama del Gran Canal

Després d'un curt tram en direcció sud-est, a l'alçada del Ponte della Costituzione el canal gira cap al nord-est, per a continuació descriure una gran corba on es troben el Ponte degli Scalzi i la confluència del Canale di Cannaregio, i acaba en el Ponte di Rialto, l'únic pont igual d'antic i famós com el mateix canal. A partir d'ací, continua cap al sud-oest i després cap al sud (després de la “volta de Canal”) i, finalment, a l'est amb el Ponte dell'Accademia fins a la Punta della Dogana. En aquest recorregut passa per cinc del sis sestieri (barris), recull 45 canals menors i el travessen set ponts (quatre de vianants, dos per a automòbils i un ferroviari). El pont més recent és el Ponte della Costituzione, dissenyat per l'arquitecte Santiago Calatrava per connectar la plaça de l'Stazione di Venezia Santa Lucia amb Piazzale Roma, terminal de les línies de l'Azienda Consorzio Trasporti Venezia (empresa de transport públic de Venècia) inaugurat l'any 2008.

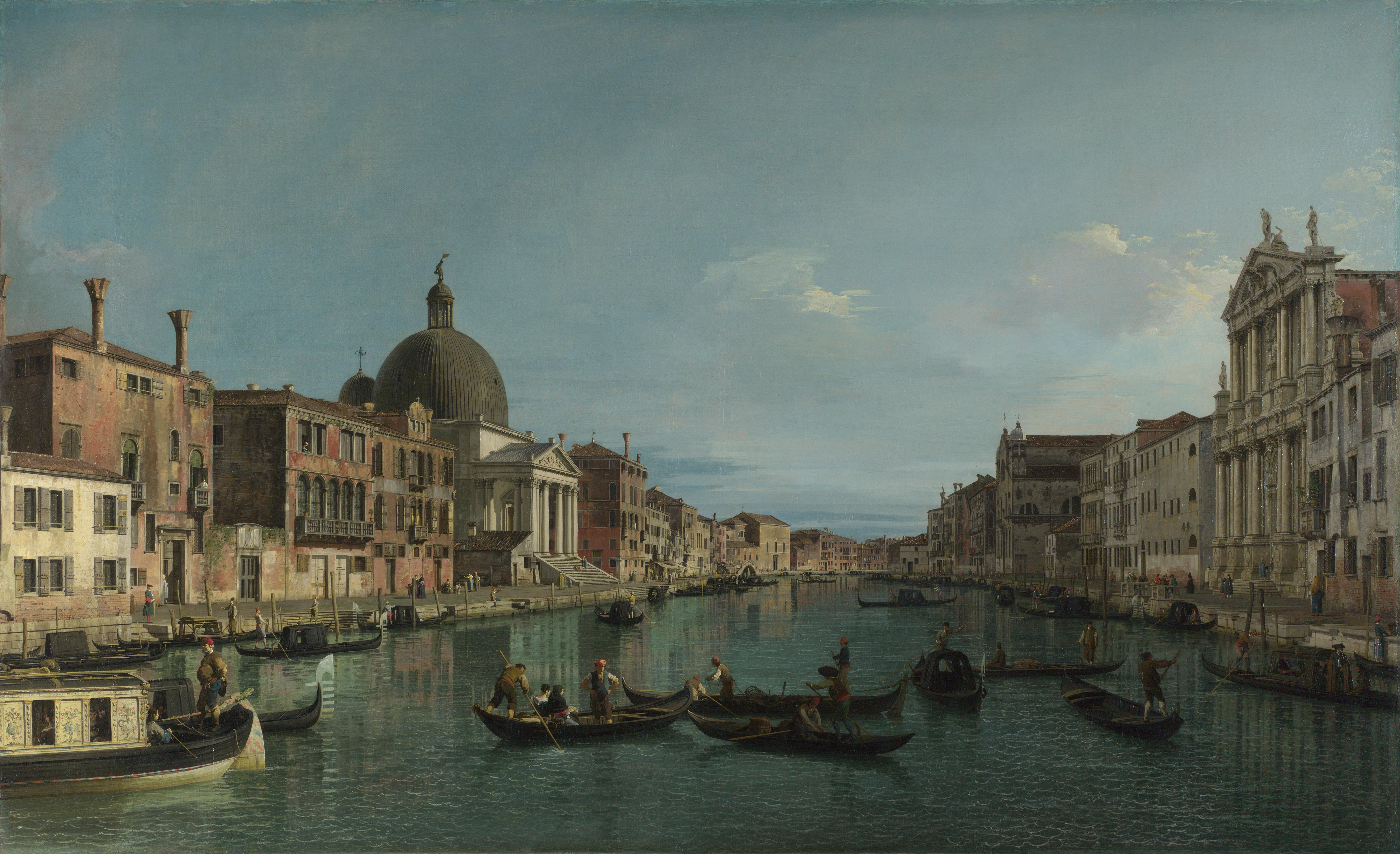
El Gran Canal a l'altura de l'església de Santa Maria di Nazareth en un quadre de Canaletto

Fou el riu al voltant del qual va nàixer la ciutat i el centre vital del comerç de la Sereníssima durant tota l'edat mitjana. El Canal Gran fou el lloc més cobejat per l'aristocràcia, el lloc per excel·lència on exaltar la pròpia riquesa.
Són almenys 170 les residències que encara mostren els mil anys d'esplendor de la República, en la història de les famílies que hi han viscut i en la seua arquitectura, sempre influïda pel gust particular venecià. Es podria dir que el Gran Canal és el palau més bell de la ciutat on es demostra l'orgull de la pròpia identitat i el lligam profund amb la llacuna. A tot això es sumen algunes esglésies, scuole i campi; a més de les fondamente (passeigs) per a recórrer-los a peu.
Gairebé totes les cases donen directament al canal, sense voreres, només navegant es pot contemplar la continuïtat d'aquesta seqüència de les façanes il·luminades pels reflexos de l'aigua, aïllades dels vianants i cercades amb les estaques per a l'atracament de les naus. El Gran Canal ofereix aquest entorn encisador, component essencial de la màgia que ha fet de Venècia una de les ciutats més estimades en el món.
| Riba dreta                                                                                         | Riba esquerra                                                                                   |
| -------------------------------------------------------------------------------------------------- | ----------------------------------------------------------------------------------------------- |
| Ponte della Libertà                                                                                |                                                                                                 |
| Ex Convent de Santa Chiara (Uffici Questura)                                                       | Area ferroviaria                                                                                |
| Canale di Santa Chiara                                                                             | Area ferroviaria                                                                                |
| Pontile Piazzale Roma                                                                              | Area ferroviaria                                                                                |
| Ponte della Costituzione                                                                           |                                                                                                 |
| Rio Novo                                                                                           | Ex sede del Dipartimento Ferroviario                                                            |
| Giardini Papadopoli                                                                                | Ex sede del Dipartimento Ferroviario                                                            |
| Rio della Croce                                                                                    | Ex sede del Dipartimento Ferroviario                                                            |
| Palazzo Emo Diedo (Tirali, segle xvii)                                                             | Stazione di Venezia Santa Lucia                                                                 |
| Scuola dei Tessitori dei Panni di Lana                                                             | Stazione di Venezia Santa Lucia                                                                 |
| Església de San Simeon Piccolo                                                                     | Stazione di Venezia Santa Lucia                                                                 |
| Palazzo Adoldo                                                                                     | Stazione di Venezia Santa Lucia                                                                 |
| Palazzo Foscari Contarini                                                                          | Església de Santa Maria di Nazareth                                                             |
| Ponte degli Scalzi                                                                                 |                                                                                                 |
| Rio Marin                                                                                          | Pontile Ferrovia                                                                                |
| Campo San Simeon Grande                                                                            | Palazzo Calbo Crotta                                                                            |
| Ca' Pollaco                                                                                        | Hotel Principe                                                                                  |
| Palazzo Gritti                                                                                     | Palazzo Flangini (Giuseppe Sardi, segle xvii)                                                   |
| Palazzo Corner                                                                                     | Scuola dei Morti                                                                                |
| Palazzo Donà Balbi                                                                                 | Església de San Geremia (segle xviii)                                                           |
| Palazzo Zen                                                                                        | Palazzo Labia (del segle xvii, amb frescos de Giambattista Tiepolo)                             |
| Pontile Riva di Biasio                                                                             | Canale di Cannaregio                                                                            |
| Palazzo Marcello Toderini                                                                          | Palazzo Emo                                                                                     |
| | Palazzo Querini                                                                                 |
| Rio di San Giovanni Decollato                                                                      | Palazzo Correr Contarini Zorzi                                                                  |
| Palazzo Giovanelli                                                                                 | Palazzo Gritti                                                                                  |
| Casa Correr                                                                                        | Església de San Marcuola (segle xviii, inacabada)                                               |
| Traghetto Museo                                                                                    | Traghetto San Marcuola                                                                          |
| Fontego dei Turchi (d'estil vèneto-romà d'Orient, Museo di Storia Naturale)                        | Pontile di San Marcuola                                                                         |
| Rio del Fondaco dei Turchi                                                                         | Rio di San Marcuola                                                                             |
| Fontego del Megio                                                                                  | Ca' Vendramin Calergi                                                                           |
| Palazzo Belloni Battagia (Baldassare Longhena, barroc, segle xvii)                                 | Ca' Vendramin Calergi                                                                           |
| Rio di Ca' Tron                                                                                    | Ca' Vendramin Calergi                                                                           |
| Ca' Tron (segle xvi, IUAV)                                                                         | Palazzo Marcello (on va nàixer Benedetto Marcello)                                              |
| Palazzo Duodo                                                                                      | Palazzo Erizzo                                                                                  |
| Palazzo Priuli Bon                                                                                 | Palazzo Soranzo Piovene                                                                         |
| Pontile San Stae                                                                                   | Palazzo Emo alla Maddalena                                                                      |
| Església de San Stae (segle xviii)                                                                 | Palazzo Molin Querini                                                                           |
| Scuola dei Tiraoro e Battioro                                                                      | Rio della Maddalena                                                                             |
| Rio della Rioda                                                                                    | Palazzo e Palazzetto Barbarigo                                                                  |
| Palazzo Coccina Giunti Foscarini Giovannelli                                                       |                                                                                                 |
| Rio della Pergola                                                                                  | Palazzo Gussoni Grimani Della Vida                                                              |
| Ca' Pesaro (Longhena, barroc, segle xvii, Museo d'Arte Moderna)                                    | Rio di Noale                                                                                    |
| Rio di Ca' Pesaro o delle Due Torri                                                                | Palazzetto da Lezze                                                                             |
| Palazzo Donà                                                                                       | Palazzo Boldù                                                                                   |
| Palazzo Correggio                                                                                  | Palazzo Contarini Pisani                                                                        |
| Ca' Corner della Regina (segle xviii, sobre l'àrea del palau on va nàixer Caterina Cornaro)        |                                                                                                 |
| Ca' Favretto (on va viure Giacomo Favretto)                                                        | Rio di San Felice                                                                               |
| Rio di San Cassiano                                                                                | Palazzo Fontana Rezzonico (on va nàixer Climent XIII)                                           |
| Palazzo Morosini Brandolin                                                                         | Palazzo Giusti                                                                                  |
| Fondamenta dell'Olio                                                                               | Ca' d'Oro (gòtic, segle xv, Galleria Franchetti)                                                |
| Fondamenta dell'Olio                                                                               | Pontile Ca' d'Oro                                                                               |
| Palazzo della Pretura                                                                              | Palazzo Giustinian Pesaro                                                                       |
| Rio delle Beccarie                                                                                 | Ca' Sagredo                                                                                     |
| Pescheria (neogòtic, segle xx)                                                                     | Campo Santa Sofia                                                                               |
| Traghetto Pescaria                                                                                 | Traghetto Santa Sofia                                                                           |
| Campo della Pescaria                                                                               | Palazzetto Foscari                                                                              |
| Campo della Pescaria                                                                               | Palazzo Michiel dalle Colonne                                                                   |
| Fabbriche Nuove di Rialto (Sansovino, segle xvi)                                                   | Palazzo Michiel del Brusà                                                                       |
| Fabbriche Nuove di Rialto (Sansovino, segle xvi)                                                   | Palazzo Smith Mangilli Valmarana                                                                |
| Fabbriche Nuove di Rialto (Sansovino, segle xvi)                                                   | Rio dei Santi Apostoli                                                                          |
| Fabbriche Nuove di Rialto (Sansovino, segle xvi)                                                   | Ca' Da Mosto (vèneto-romà d'Orient, segle xiii)                                                 |
| Fabbriche Nuove di Rialto (Sansovino, segle xvi)                                                   | Palazzo Bollani Erizzo (on va viure Pietro Aretino)                                             |
| Fabbriche Nuove di Rialto (Sansovino, segle xvi)                                                   | Rio di San Giovanni Crisostomo                                                                  |
| Fabbriche Vecchie di Rialto (Antonio Abbondi, segle xvi)                                           | Campiello del Remer                                                                             |
| Fabbriche Vecchie di Rialto (Antonio Abbondi, segle xvi)                                           | Palazzo Civran                                                                                  |
| Fabbriche Vecchie di Rialto (Antonio Abbondi, segle xvi)                                           | Palazzo Perducci                                                                                |
| Fabbriche Vecchie di Rialto (Antonio Abbondi, segle xvi)                                           | Palazzo Ruzzini                                                                                 |
| Rio del Fontego dei Tedeschi                                                                       |                                                                                                 |
| Palazzo dei Camerlenghi (renaixement, segle xvi, Corte dei Conti)                                  | Fontego dei Tedeschi (segle xvi, Oficina Central de Correus)                                    |
| Ponte di Rialto                                                                                    |                                                                                                 |
| Palazzo dei Dieci Savi (Scarpagnino, segle xvi, Magistrato alle Acque)                             | Riva del Ferro                                                                                  |
| Fondamenta del Vin                                                                                 | Pontile Rialto                                                                                  |
| Fondamenta del Vin                                                                                 | Palazzo Dolfin Manin (Sansovino, renaixement, segle xvi, seu de Banca d'Italia)                 |
| Fondamenta del Vin                                                                                 | Rio di San Salvador                                                                             |
| Fondamenta del Vin                                                                                 | Palazzo Bembo (Gòtic, segle XV; on va nàixer Pietro Bembo)                                      |
| Fondamenta del Vin                                                                                 | Traghetto Rialto                                                                                |
| Traghetto San Silvestro                                                                            | Ca' Loredan (vèneto-romà d'Orient, segle xiii, Municipio)                                       |
| Casa Ravà (neogòtic, segle XX)                                                                     | Ca' Farsetti (vèneto-romà d'Orient, segles xii-xiii, Municipio)                                 |
| Pontile San Silvestro                                                                              | Palazzo Cavalli                                                                                 |
| Palazzo Barzizza                                                                                   | Palazzo Grimani di San Luca                                                                     |
| Palazzo Giustinian Businello                                                                       | Palazzo Grimani di San Luca                                                                     |
| Rio dei Meloni                                                                                     | Rio di San Luca                                                                                 |
| Palazzo Papadopoli                                                                                 | Palazzo Corner Contarini dei Cavalli                                                            |
| Palazzo Papadopoli                                                                                 | Palazzo Tron                                                                                    |
| Palazzo Donà della Trezza                                                                          | Palazzo D'Anna Viaro Martinengo Volpi di Misurata                                               |
| Palazzo Donà della Madoneta                                                                        |                                                                                                 |
| Rio della Madoneta                                                                                 | Palazzo Querini Benzon                                                                          |
| Palazzo Bernardo (gòtic, segle xv)                                                                 | Rio di Ca' Michiel                                                                              |
| Palazzo Querini Dubois                                                                             | Palazzo Curti Valmarana                                                                         |
| Palazzo Grimani Marcello                                                                           | Palazzo Corner Spinelli (Codussi, renaixement, segle xv)                                        |
| Ca' Cappello                                                                                       | Pontile Sant'Angelo                                                                             |
| Rio di San Polo                                                                                    | Casa Barocci                                                                                    |
| Palazzo Barbarigo della Terrazza (segle xvi)                                                       | Rio di Ca' Garzoni                                                                              |
| Palazzo Pisani Moretta (segle xv, gòtic)                                                           | Palazzo Garzoni                                                                                 |
| Palazzo Tiepolo                                                                                    | Traghetto Garzoni                                                                               |
| Ca' Tiepolo Passi                                                                                  | Fondaco Marcello                                                                                |
| Palazzo Giustinian Persico                                                                         | Palazzo Corner Gheltoff                                                                         |
| Rio di San Tomà                                                                                    | Palazzi Mocenigo (segles xvi i xvii; on s'hostatjaren Giordano Bruno, Thomas More i Lord Byron) |
| Traghetto San Tomà                                                                                 | Palazzi Mocenigo (segles xvi i xvii; on s'hostatjaren Giordano Bruno, Thomas More i Lord Byron) |
| Palazzo Marcello dei Leoni                                                                         | Palazzi Mocenigo (segles xvi i xvii; on s'hostatjaren Giordano Bruno, Thomas More i Lord Byron) |
| Palazzo Dolfin                                                                                     | Palazzi Mocenigo (segles xvi i xvii; on s'hostatjaren Giordano Bruno, Thomas More i Lord Byron) |
| Pontile San Tomà                                                                                   | Palazzi Mocenigo (segles xvi i xvii; on s'hostatjaren Giordano Bruno, Thomas More i Lord Byron) |
| Palazzo Dandolo                                                                                    | Palazzi Mocenigo (segles xvi i xvii; on s'hostatjaren Giordano Bruno, Thomas More i Lord Byron) |
| Palazzo Civran Grimani                                                                             | Palazzi Mocenigo (segles xvi i xvii; on s'hostatjaren Giordano Bruno, Thomas More i Lord Byron) |
| Rio della Frescada                                                                                 | Palazzo Contarini delle Figure (vi fu ospite Andrea Palladio)                                   |
| Palazzo Caotorta-Angaran                                                                           | Palazzo Contarini delle Figure (vi fu ospite Andrea Palladio)                                   |
| Palazzo Balbi (Vittoria, renaixement amb elements barrocs, segle xvi; Giunta della Regione Vèneto) | Palazzo Erizzo Nani Mocenigo                                                                    |
| Rio di Ca' Foscari                                                                                 |                                                                                                 |
| Ca' Foscari (gòtic, segle XV; seu de la Universitat)                                               | Palazzo Da Lezze                                                                                |
| Palazzi Giustinian (gòtic, segle XV; on s'hostatjà Wagner)                                         | Palazzo Moro Lin                                                                                |
| Ca' Bernardo                                                                                       | Palazzo Moro Lin                                                                                |
| Palazzo Bernardo Nani                                                                              | Palazzo Grassi (Massari, neoclàssic, segle xviii)                                               |
| Ca' Rezzonico (Longhena, Massari; segles XVII-XVIII; Museu del Settecento Venecià)                 | Palazzo Grassi (Massari, neoclàssic, segle xviii)                                               |
| Rio di San Barnaba                                                                                 | Església de San Samuele                                                                         |
| Palazzo Contarini Michiel                                                                          | Pontile San Samuele                                                                             |
| Pontile Ca' Rezzonico                                                                              | Casa Francheschinis (segle XX)                                                                  |
| Traghetto San Barnaba                                                                              | Traghetto San Samuele                                                                           |
| Palazzetto Stern                                                                                   | Palazzo Malipiero                                                                               |
| Rio Malpaga                                                                                        | Palazzo Malipiero                                                                               |
| Palazzo Moro ("Casa di Otello")                                                                    |                                                                                                 |
| Palazzo Loredan dell'Ambasciatore (gòtic, segle xv)                                                |                                                                                                 |
| Casa Mainella                                                                                      |                                                                                                 |
| Rio di San Trovaso                                                                                 | Palazzo Tecchio Mamoli                                                                          |
| Palazzi Contarini Corfù                                                                            | Ca' del Duca                                                                                    |
| Palazzi Contarini degli Scrigni                                                                    | Rio del Duca                                                                                    |
| Palazzo Falier (liagò)                                                                             |                                                                                                 |
| Palazzo Mocenigo Gambara                                                                           | Palazzo Giustinian Lolin (Longhena, segle xvii)                                                 |
| Palazzo Querini Vianello                                                                           | Palazzo Giustinian Lolin (Longhena, segle xvii)                                                 |
| Scuola Grande di Santa Maria della Carità (Massari, segle xviii; Gallerie dell'Accademia)          | Palazzo Civran Badoer Barozzi                                                                   |
| Ex Chiesa di Santa Maria della Carità (gòtic, segle XV; Gallerie dell'Accademia)                   | Rio di San Vidal                                                                                |
| Pontile Accademia                                                                                  | Campo San Vidal                                                                                 |
| Ponte dell'Accademia                                                                               |                                                                                                 |
| Palazzo Brandolin Rota (va pertànyer a Toti dal Monte)                                             | Palazzo Cavalli-Franchetti (gòtic, segle xv)                                                    |
| Palazzo Contarini Dal Zaffo (amb elements gòtics i renaixentistes, segle xv)                       | Palazzo Cavalli-Franchetti (gòtic, segle xv)                                                    |
| Palazzo Balbi Valier                                                                               | Palazzo Barbaro a San Vidal                                                                     |
| Palazzo Loredan (Fondazione Cini)                                                                  | Palazzo Benzon Foscolo                                                                          |
| Rio di San Vio                                                                                     | Palazzetto Pisani                                                                               |
| Campo San Vio                                                                                      | Rio del Santissimo                                                                              |
| Palazzo Barbarigo (els mosaics són moderns)                                                        | Palazzo Succi                                                                                   |
| Palazzo Da Mula Morosini                                                                           | Casa Stecchini                                                                                  |
| Palazzo Centani Morosini                                                                           |                                                                                                 |
| Ca' Biondetti (on va viure Rosalba Carriera)                                                       | Casina delle Rose (on treballaren Antonio Canova i Gabriele D'Annunzio)                         |
| Palazzo Venier dei Leoni (Collezione Peggy Guggenheim)                                             | Palazzo Corner della Ca' Granda (Sansovino, renaixement, segle xvi; Provincia, Prefettura)      |
| Rio delle Torreselle                                                                               | Rio di San Maurizio                                                                             |
| Palazzo Dario (renaixement, segle xv)                                                              | Palazzo Minotto                                                                                 |
| Palazzo Barbaro Wolkoff (on va viure Eleonora Duse)                                                | Palazzo Barbarigo                                                                               |
| Rio della Fornace                                                                                  | Rio di Santa Maria Zobenigo                                                                     |
| Palazzo Salviati                                                                                   | Pontile Santa Maria del Giglio Palazzo Marin Contarini                                          |
| Palazzo Orio Semitecolo Benzon                                                                     | Palazzo Venier Contarini                                                                        |
| Traghetto S.Gregorio                                                                               | Traghetto Santa Maria del Giglio                                                                |
| Casa Santomaso                                                                                     | Palazzo Pisani Gritti                                                                           |
| Palazzo Genovese (neogòtic, segle xix)                                                             | Rio delle Ostreghe                                                                              |
| Abbazia di San Gregorio                                                                            | Palazzo Ferro Fini (Consiglio Regionale del Veneto)                                             |
| Rio della Salute                                                                                   | Palazzo Ferro Fini (Consiglio Regionale del Veneto)                                             |
| Pontile Salute                                                                                     | Palazzo Contarini Fasan (gòtic, segle XV; "Casa di Desdemona")                                  |
| Basílica de Santa Maria della Salute                                                               | Palazzo Venier Contarini                                                                        |
| Basílica de Santa Maria della Salute                                                               | Palazzo Michiel Alvisi                                                                          |
| Seminario Patriarcale                                                                              | Palazzo Badoer Tiepolo                                                                          |
| Punta della Dogana                                                                                 | Ca' Giustinian (gòtic, segle XV; Comune, Uffici della Biennale)                                 |
| Punta della Dogana                                                                                 | Rio di San Moisè \|                                                                             |
| Punta della Dogana                                                                                 | Hotel Bauer (neogòtic, segle xix)                                                               |
| Punta della Dogana                                                                                 | Palazzo Treves de Bonfili                                                                       |
| | Palazzo Vallaresso Erizzo (antico Ridotto)                                                      |
| Harry's Bar                                                                                        |                                                                                                 |
| Pontile San Marco Vallaresso                                                                       |                                                                                                 |
| Fonteghetto della Farina (renaixement, segle XV; Capitaneria di Porto)                             |                                                                                                 |
| Venice Pavilion                                                                                    |                                                                                                 |

## Història

### Els primers assentaments
El Gran canal correspondria al curs d'un antic riu en el seu tram final (podria ser un braç del riu Brenta). A banda i banda del Riu Businiacus, com se l'anomenava, ja en època preromana grups de vènets construïen els seus palafits, vivint principalment de la pesca i del comerç de sal. Sota l'Imperi Romà primer i de l'Imperi Romà d'Orient després, la llacuna es va anar poblant i adquirint una certa importància, fins que a primeries del segle ix el doge va traslladar la seu de Malamocco a Rivoaltus (l'actual Rialto), a la llarga del Riu Businiacus, pel fet que era una posició més ben defensable.
Amb el trasllat del dux a Rialto també s'hi traslladaren els comerços més importants. Es trobaren amb un profund Canal Gran, un canal-port segur i accessible a vaixells més grans. Com la resta de la ciutat, la zona del Gran Canal no tenia l'aspecte actual (més compacte, resultat de continus drenatges) sinó que era més ample i fluïa entre petites illes subjectes als efectes de les marees i unides amb ponts de fusta.

### La casa-fondaco

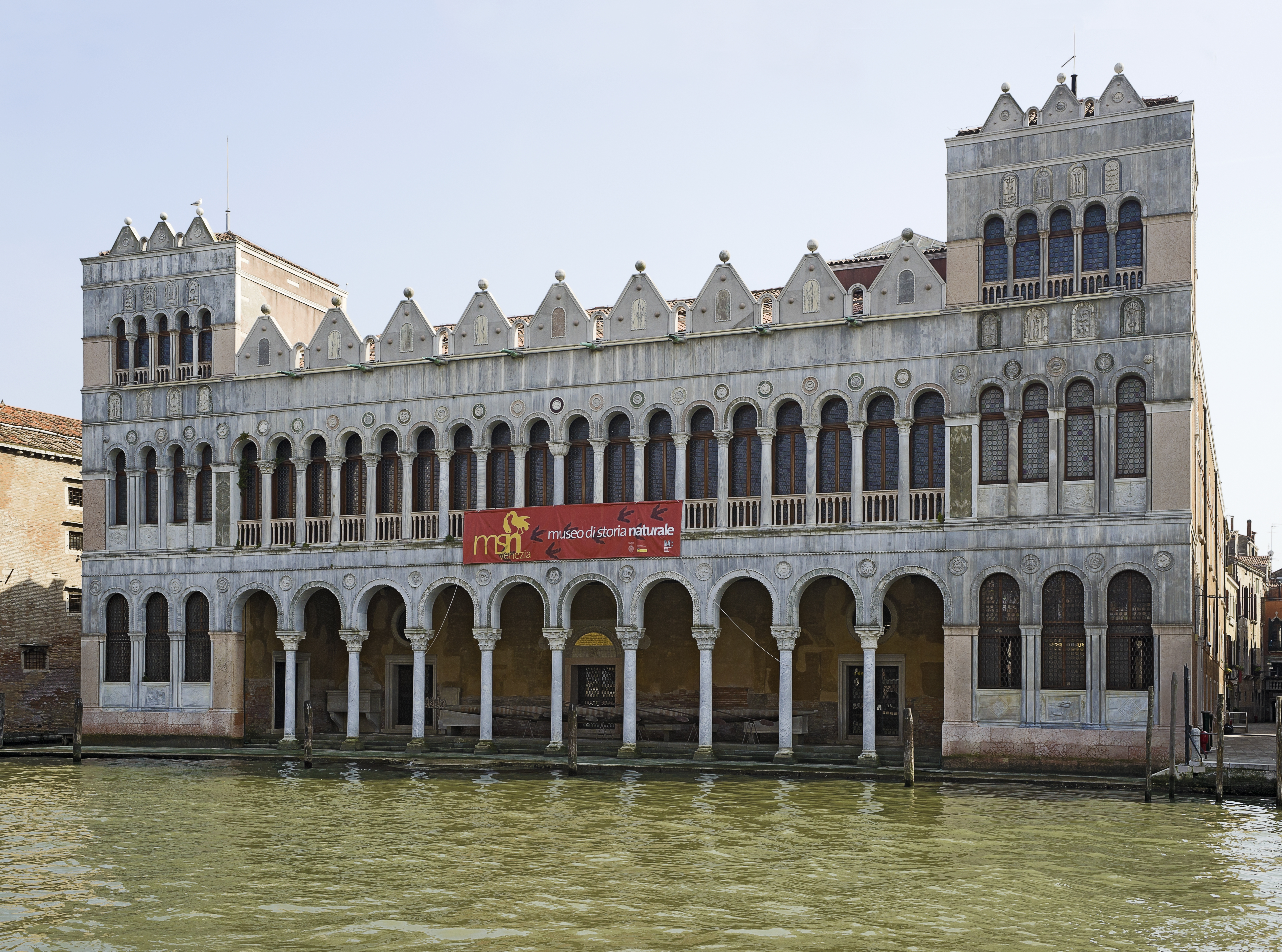
Il Fontego dei Turchi

Un fondaco (pron. fóndaco, plural fondachi, pron. fóndaqui, o, menys sovint, fondaci, pron. fóndatxi) és un edifici destinat a magatzem per al comerç, habitualment incorporant-hi l'habitatge del mercader. La paraula prové del grec πάνδοκος,"alberg", mitjançant l'àrab فندق, funduq, literalment "casa-magatzem"). Aquests edificis d'origen medieval foren molt freqüents a les ciutats estat italianes basades en el comerç, com Gènova o Venècia. En aquesta ciutat, al llarg del Gran Canal els fondachi es multiplicaren.
Els fondachi segueixen un mateix esquema tipològic. Es basen en una planta de tres crugies paral·leles com la de la masia catalana, posades perpendicularment a la façana. Al primer pis s'hi obre un pòrtic o porxo sobre l'aigua (anomenat la curia), el qual permet la descàrrega de mercaderies des dels vaixells. Al porxo hi dona un corredor central flanquejat de botigues o magatzems que sol donar accés a un pati posterior. Al primer pis hi ha una lògia igual d'alta que el pòrtic que il·lumina una àmplia planta on s'ubiquen les habitacions del mercader, situades en les dues crugies laterals, reservant la crugia central per a la vida en comú. La façana segueix l'esquema tripartit de la planta, amb una part central espaiosa i dues laterals. A Venècia la façana sovint es revesteix de marbre reflectint la puixança del mercader.
La casa-fondaco a voltes està flanquejada per dues torretes defensives (torreselle) de caràcter ornamental, com passa en el Fontego dei Turchi (del segle xiii, pràcticament reconstruït en el segle xix). Aquest fondaco, com el Fondaco dei Tedeschi, també amb façana al Gran Canal, són un testimoni de la important presència de mercaders estrangers a Venècia: la mateixa República els donà espais per a magatzems i allotjar-se, també per a controlar millor la seva activitat.
Al llarg del Gran Canal, a l'àrea de Rialto, s'hi van construir altres edificis públics importants relacionats amb el comerç: palaus de la magistratura financera (Palazzo dei Camerlenghi i el Palazzo dei Dieci Savi, reconstruïts després de l'incendi de 1514), un fòrum comercial, una seca. Ja l'any 1181 Nicolò Barattieri va construir un pont de barques que unia Rialto amb la zona de les mercerie (carrers comercials), que un segle després va ser substituït per un pont de fusta amb botigues, precedent de l'actual Pont de Rialto de pedra.

### L'estil vèneto-romà d'Orient

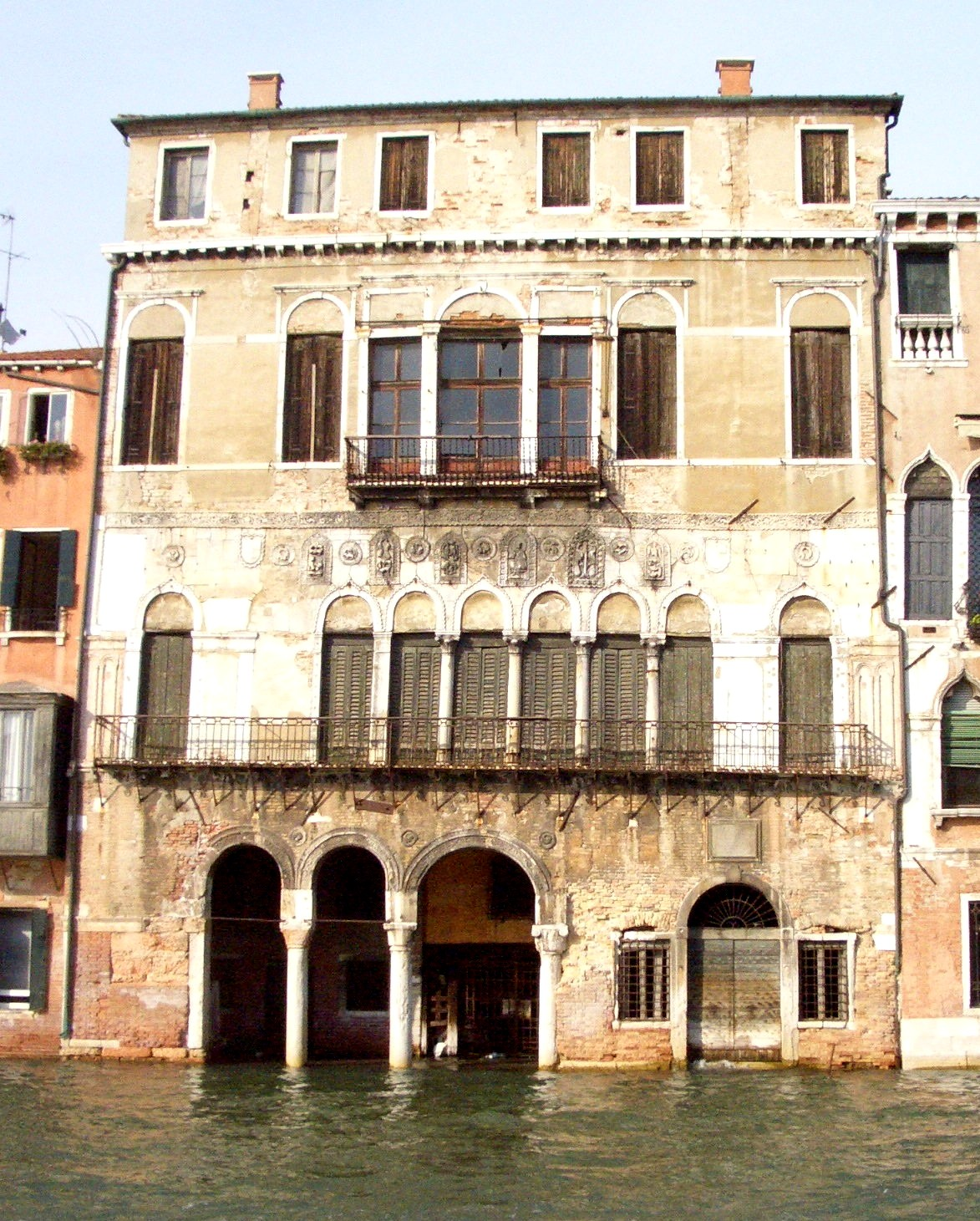
Ca' Da Mosto

El comerç amb l'Imperi Romà d'Orient va portar a la ciutat escultures, frisos, columnes, capitells que serviren per decorar les cases-fondaco de les famílies nobles. L'art romà d'Orient es va fondre amb tendències precedents originant l'anomenat estil vèneto-romà d'Orient. Aquest es caracteritza sobretot per galeries grans i allargades (loggia) i per l'abundància de marbres policroms.
Al llarg del Gran Canal aquestos elements estan millor conservats en els palaus Ca' Farsetti, Ca' Loredan (els dos serveixen d'ajuntament en l'actualitat) i Ca' Da Mosto, tots datats en els segles xii i xiii. És un període d'intensa activitat constructiva a la zona del Rialto, determinant l'aspecte del canal i de les àrees adjacents. De fet a Venècia els fonaments es reutilitzen quasi sempre i els materials constructius es consideren béns preuats: en reconstruccions posteriors molts palaus conservaren elements preexistents, mesclant així formes vèneto-romanes d'Orient i de nous estils (com passa en els palaus Palazzo Morosini Sagredo o Palazzo Bembo). La policromia i la divisió tripartida de les façanes, les lògies, els amplis finestrals i en general la disposició de les habitacions constituiran una manera de construir particular que continuarà en el futur.
La Quarta Croada, amb el gran botí aconseguit amb el saqueig de Constantinoble de 1204, i altres situacions històriques faran que Venècia estiga influenciada per l'orient fins al final del segle xiv.

### El Gòtic venecià

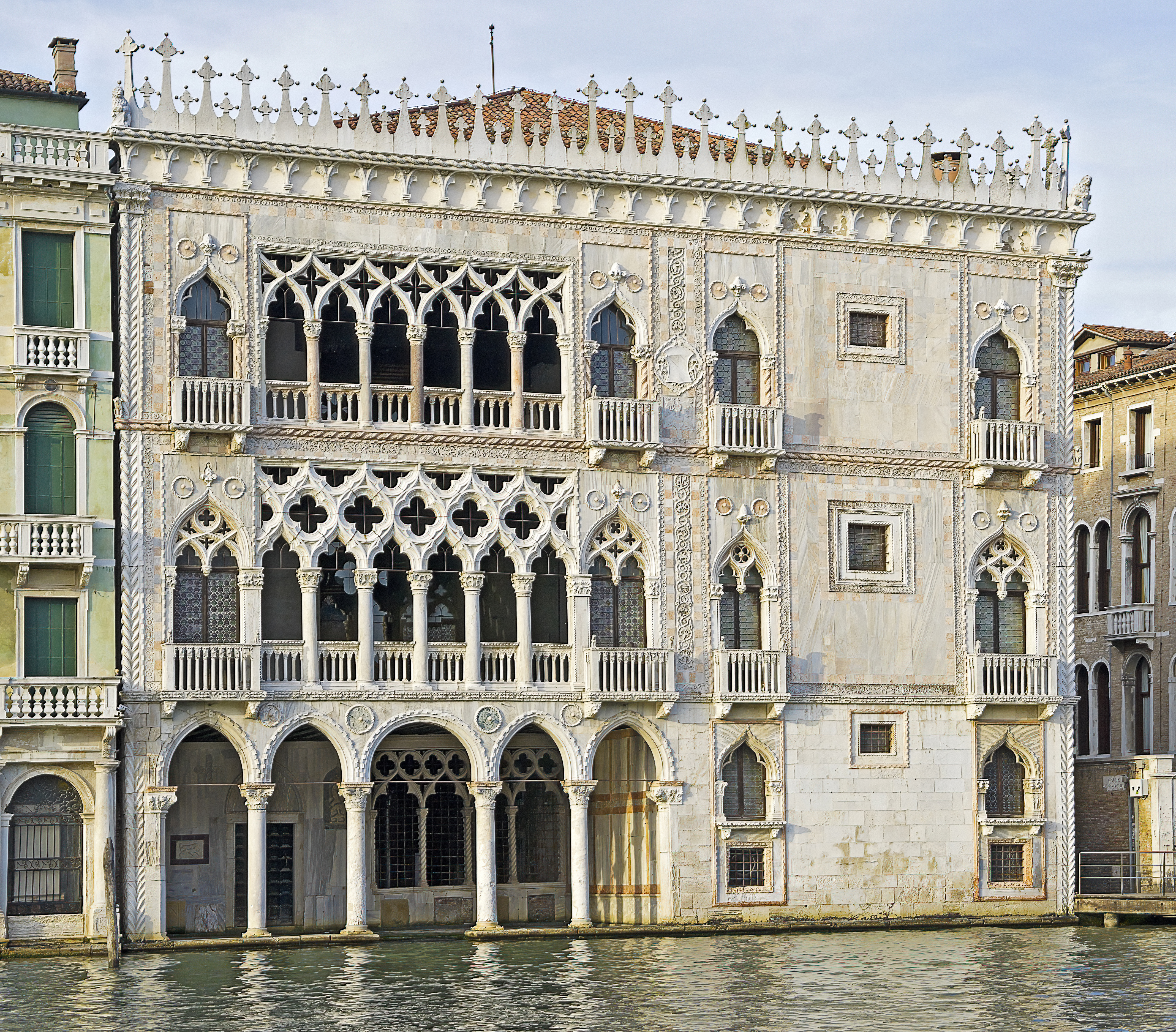
La Ca' d'Oro

L'arquitectura gòtica arriba a Venècia tardanament, però es manifesta amb les formes d'un esplèndid gòtic florit o flamíger, començant ja per la façana del Palazzo Ducale. La verticalitat i la lluminositat que caracteritzen el gòtic es troben en les lògies de les cases-fondaco: les columnes es fan més primes i delicades, els arcs de mig punt es substitueixen per arcs apuntats, conopials o lobulats. Les arcades s'eleven lleugerament entrellaçant-se i dibuixant en marbre formes lobulades, com els quadrifolis característics del gòtic venecià. Les façanes es revocaren de colors brillants.
Dels palaus de la segona meitat de segle que millor conserven el seu aspecte original destaquen la coneguda Ca' d'Oro i el Palazzo Bernardo. Al voltant de 1450 es va reconstruir amb formes gòtiques, encara visibles, l'església de Santa Maria della Carità, en el complex conventual que a partir del segle xix allotjaria Gallerie dell'Accademia de Venècia.
El punt àlgid d'aquest període serà la segona meitat del segle xv, del qual resten molts edificis, concentrats sobretot a l'últim tram del canal: Palazzo Pisani Moretta, Ca' Foscari (actual seu de la Universitat), Palazzo Barbaro a San Vidal, Palazzo Loredan dell'Ambasciatore i Palazzo Cavalli-Franchetti, són els exemples més significatius.

### Renaixement

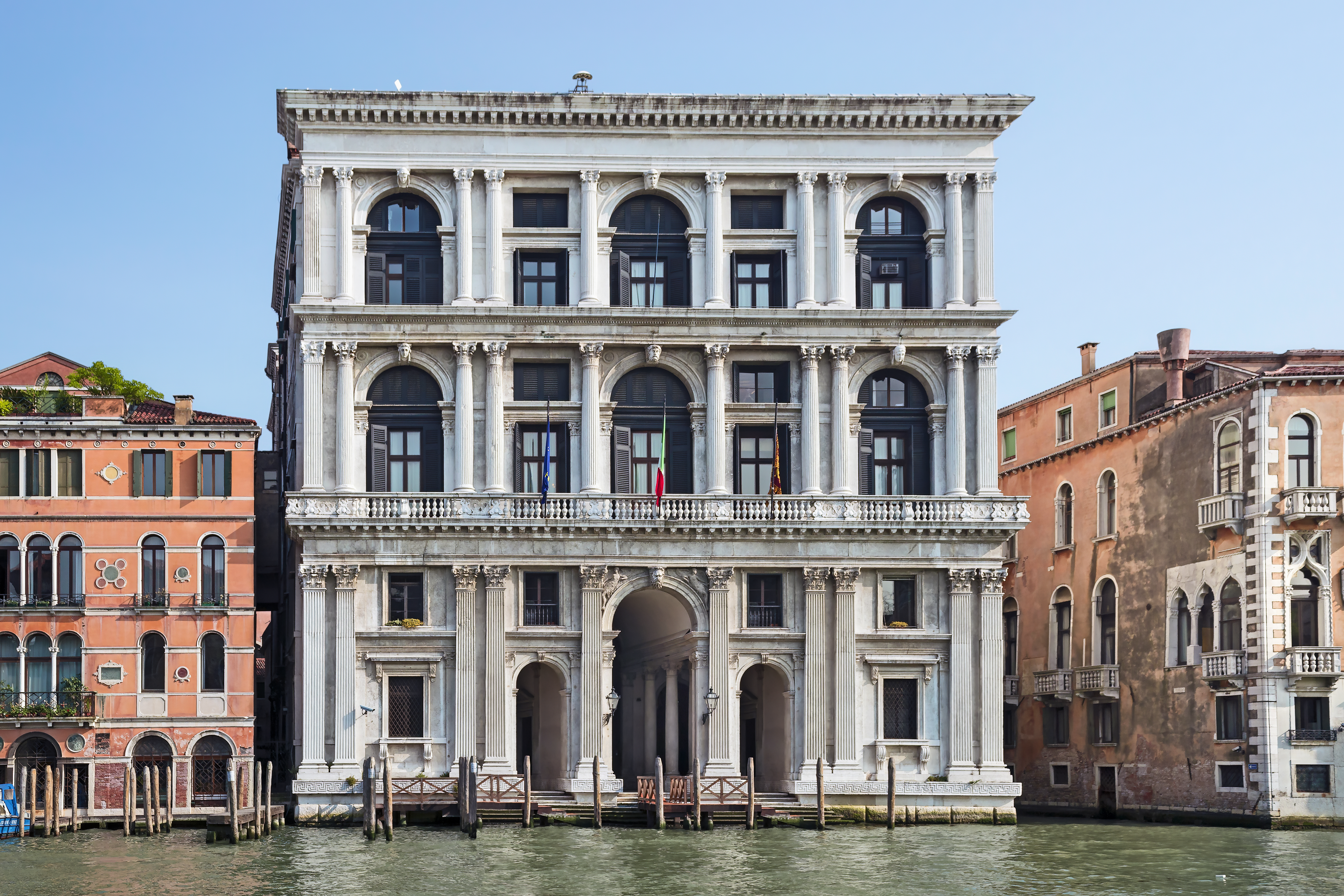
Palazzo Grimani di San Luca

A finals del segle xv comencen a aparèixer sobre el Gran Canal els primers edificis construïts segons els cànons de l'arquitectura renaixentista, com el Palazzo Dario i el Palazzo Corner Spinelli, aquest últim obra de Mauro Codussi (o Coducci, Lenna, regió bergamasca aleshores part de la República Veneciana, 1440 - Venècia, 1504), pioner del Renaixement a Venècia. D'aquest arquitecte són també les Procuratie vecchie de la Plaça Sant Marc i Ca' Vendramin Calergi, una altra de les seves obres mestres que actualment és el Casino de Venècia.
Les referències a l'arquitectura clàssica són més evidents en les obres de Jacopo Sansovino, arribat des de Roma el 1527. En el Gran Canal va obrar, entre d'altres, les Fabbriche nuove a Rialto, va dissenyar el Palazzo Corner della Ca' Granda i el Palazzo Dolfin Manin, els quals es distingeixen per la seua façana imponent i la seua tendència a l'horitzontalitat, i per estar organitzats al voltant d'un pati central. També renaixentistes són el Palazzo Papadopoli de Gian Giacomo de' Grigi i Palazzo Grimani di San Luca de Michele Sanmicheli. Alguns palaus d'aquest període tenien en la seua façana frescos de grans pintors (com Il Pordenone, Tintoretto o Paolo Veronese), malauradament perduts.

### El Barroc venecià

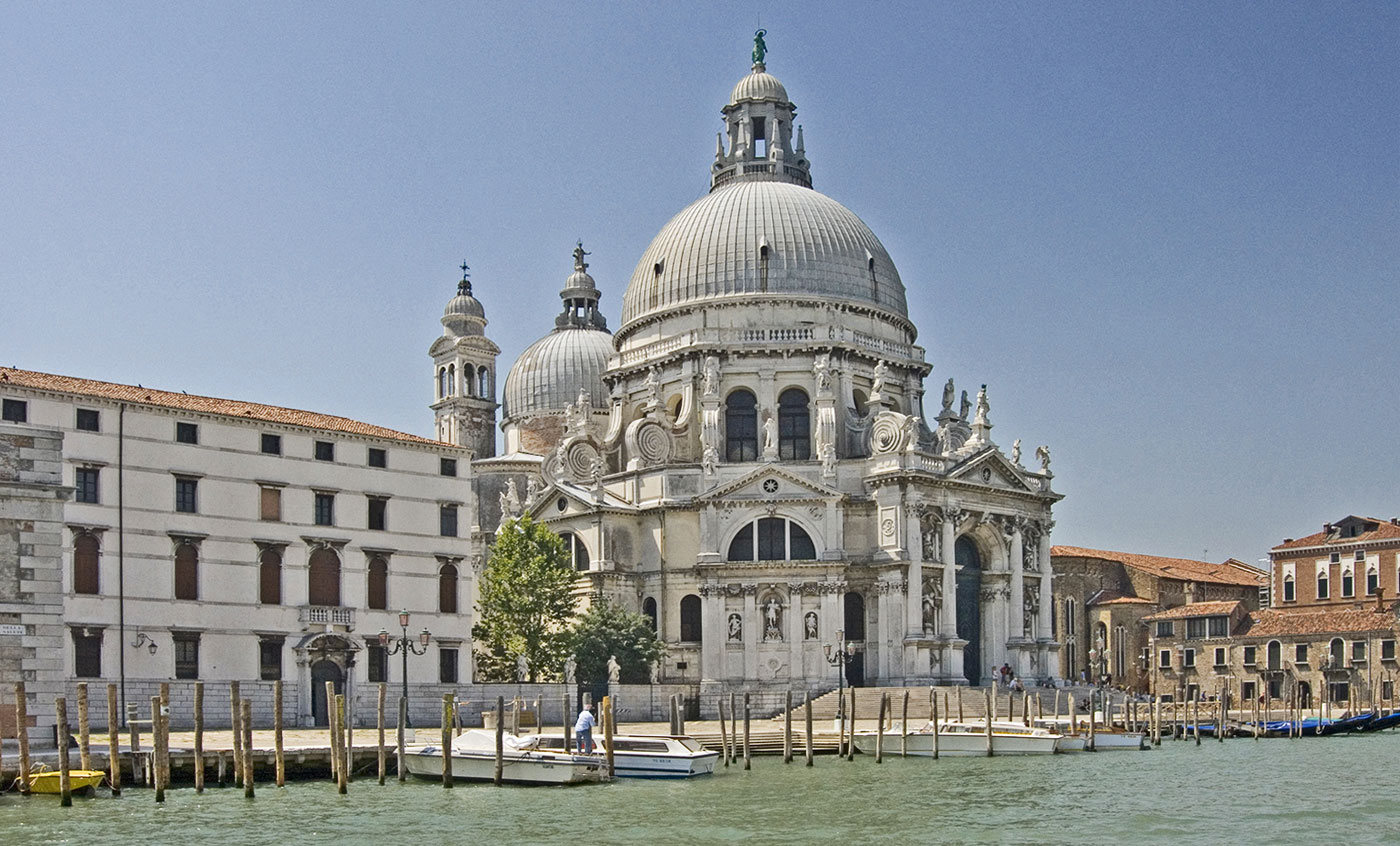
Basílica de Santa Maria della Salute

L'any 1582 Alessandro Vittoria inicia la construcció del Palazzo Balbi (actual seu del Govern del Vèneto), on ja s'albiren alguns elements del barroc: cornises elaborades, timpans trencats i una profusa decoració.
El protagonista de l'arquitectura barroca veneciana serà l'arquitecte Baldassare Longhena (Venècia, final del 1596 o inici 1597 - Venècia, 18 febrer 1682). El 1631, als 35 anys, va iniciar la construcció de la Basílica de Santa Maria della Salute, una de les grans esglésies de la ciutat i un dels símbols del Gran Canal i de Venècia. La façana es veu animada per les diverses decoracions i les nombroses estàtues, en un treball de forts contrastos llum-ombra en la línia de la pintura de l'època (clarobscur).
Longhena va dissenyar un seguit de palaus, com Ca' Pesaro i Ca' Rezzonico (on retrobem una gran quantitat de decoració escultòrica i de l'ús del clarobscur) i la Chiesa degli Scalzi.
Les façanes més antigues del Palazzo Labia s'inspiren en l'obra de Longhena, palau que conté un cicle de frescos de Giambattista Tiepolo. Dins de l'escola longheniana hi podem comptar l'arquitecte Domenico Rossi, autor de la façana de l'església de San Stae (1710), i Giorgio Massari, que va realitzar el palau de Ca' Corner della Regina.
El segle xvi i el XVII assenyalen l'inici de la decadència de la Sereníssima, però malgrat això fou l'època de major activitat constructiva en el Gran Canal. Això s'explica en part pel progressiu augment de les famílies nobles (com els Labia) que compren el títol pagant grans xifres a una República en crisi econòmica. Una vegada aconseguit aquest privilegi, aquestes famílies construïen una residència d'acord amb el seu nou status, i al mateix temps induïen a les famílies més antigues a renovar les pròpies.

### Arquitectura neoclàssica
Amb el Palazzo Grassi Massari realitza (cap al 1750) un dels primers edificis considerats neoclàssics de Venècia. Anteriorment (entre 1718 i 1738) Giovanni Antonio Scalfarotto havia construït l'església de San Simeon Piccolo amb una planta central, un destacat pronaos i una gran cúpula de coure rematada amb una llanterna.

### Els dos últims segles

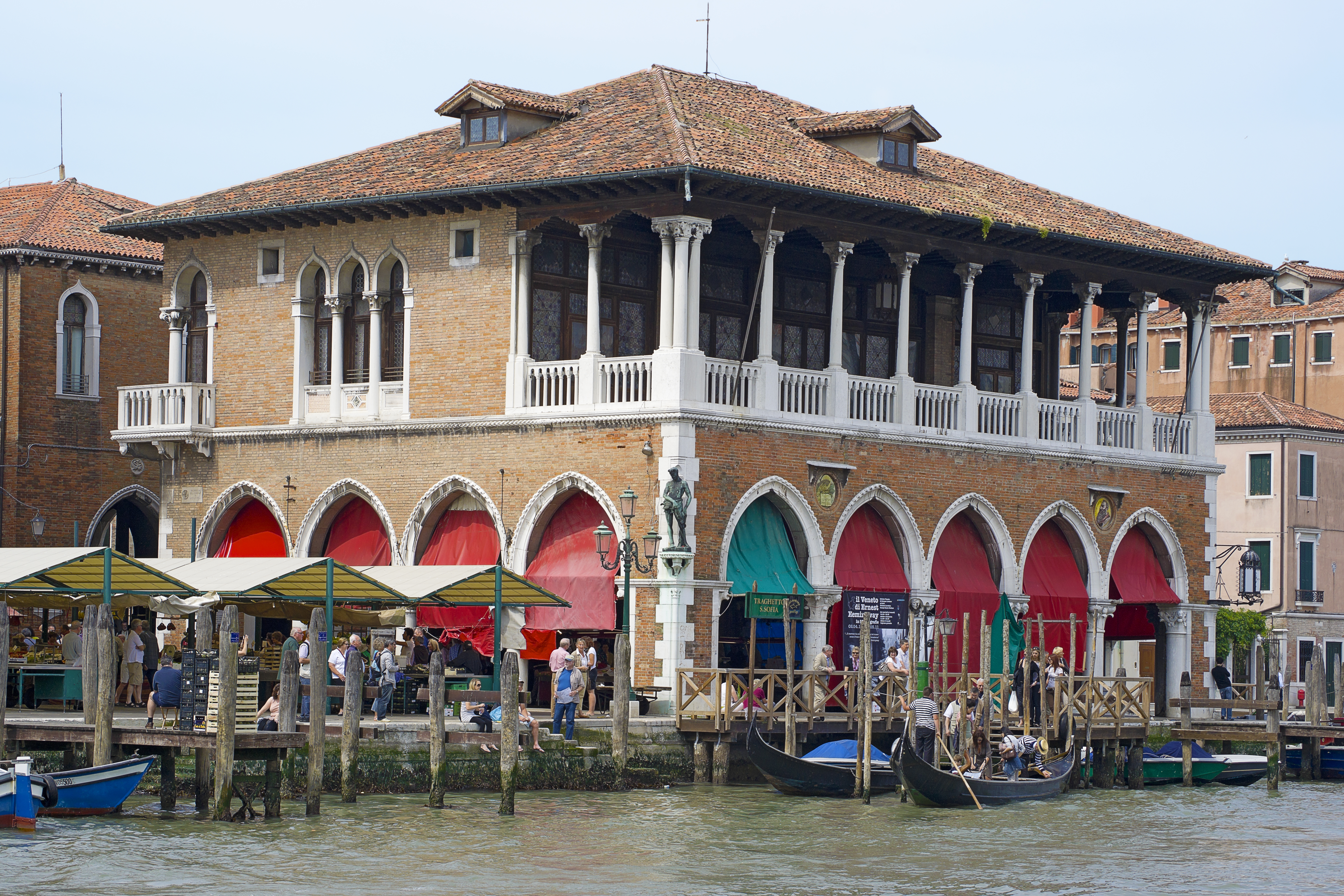
La Pescaria a Rialto

La desaparició de la República el 1797 suposà una reducció de l'activitat constructora al Canal Gran. Mostra d'això són la façana incompleta de l'església de San Marcuola i el Palazzo Venier dei Leoni (seu de la Col·lecció Peggy Guggenheim), del qual només se'n va construir el primer pis. Les famílies nobles van perdre l'impuls de mostrar el seu poder i algunes directament s'extingiren. Alguns palaus històrics foren demolits (com el Fondaco dei Persiani), però la majoria s'han conservat i després de ser restaurats conserven l'aspecte que tenien a finals del segle xviii. Els més importants són avui dia propietat pública i allotgen institucions o museus.
Menys afortunats foren els edificis religiosos. Durant el Regne d'Itàlia (1805-1814) Napoleó Bonaparte va suprimir els ordes religiosos, les seves esglésies van ser espoliades de les seves obres d'art i mobiliari, i els edificis van ser destinats a altres usos (com Santa Maria della Carità) o es van enderrocar. En el període subsegüent de dominació austríaca es va enderrocar la Chiesa della Croce, que donava nom al sestiere (barri) de Santa Croce i estava a l'àrea dels Giardini Papadopoli; l'església de Santa Lucia (en part dissenyada per Andrea Palladio) també es va enderrocar per fer lloc a la nova Stazione di Venezia Santa Lucia el (1860).
L'arribada del Regne d'Itàlia (1861-1946) va tornar la confiança a la ciutat i va donar lloc a una represa de l'activitat constructiva al llarg del Gran Canal, imitant els estils precedents, sovint reproduint-los en edificis neogòtics com la Pescaria del Rialto.

## Transports

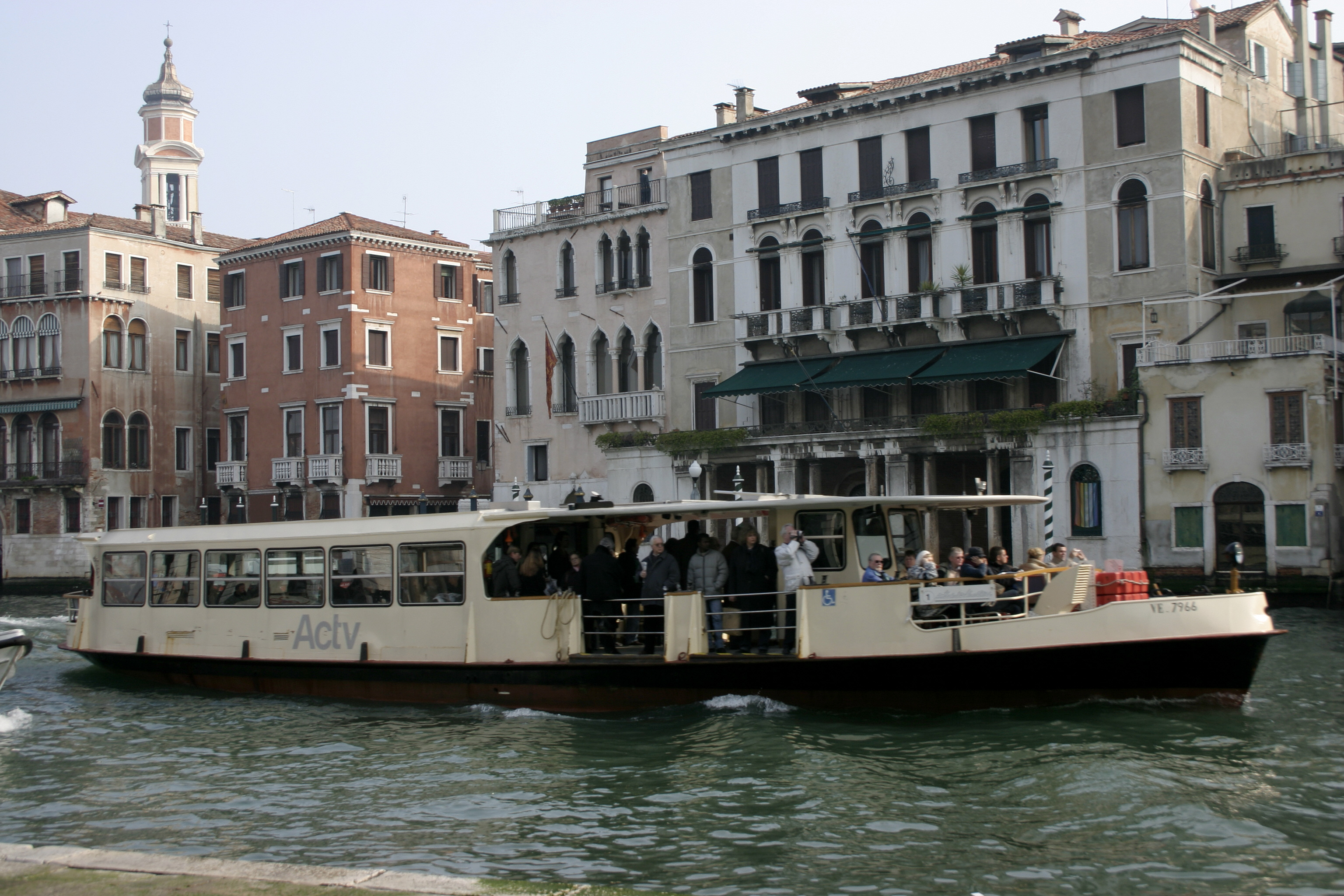
Vaporetto

El Gran canal és la principal via del centre històric de la ciutat. El trànsit es regula per franges horàries i tipus (servei de transport, servei de gondolers, serveis públics de transport en taxi d'aigua). La circulació de lleure, llevat de les gòndoles, hi és prohibida. Les onades produïdes per les embarcacions de motor suposen un greu problema per als fonaments dels edificis, i per aquest motiu es limita estrictament la velocitat de circulació.

### Vaporetti i taxi

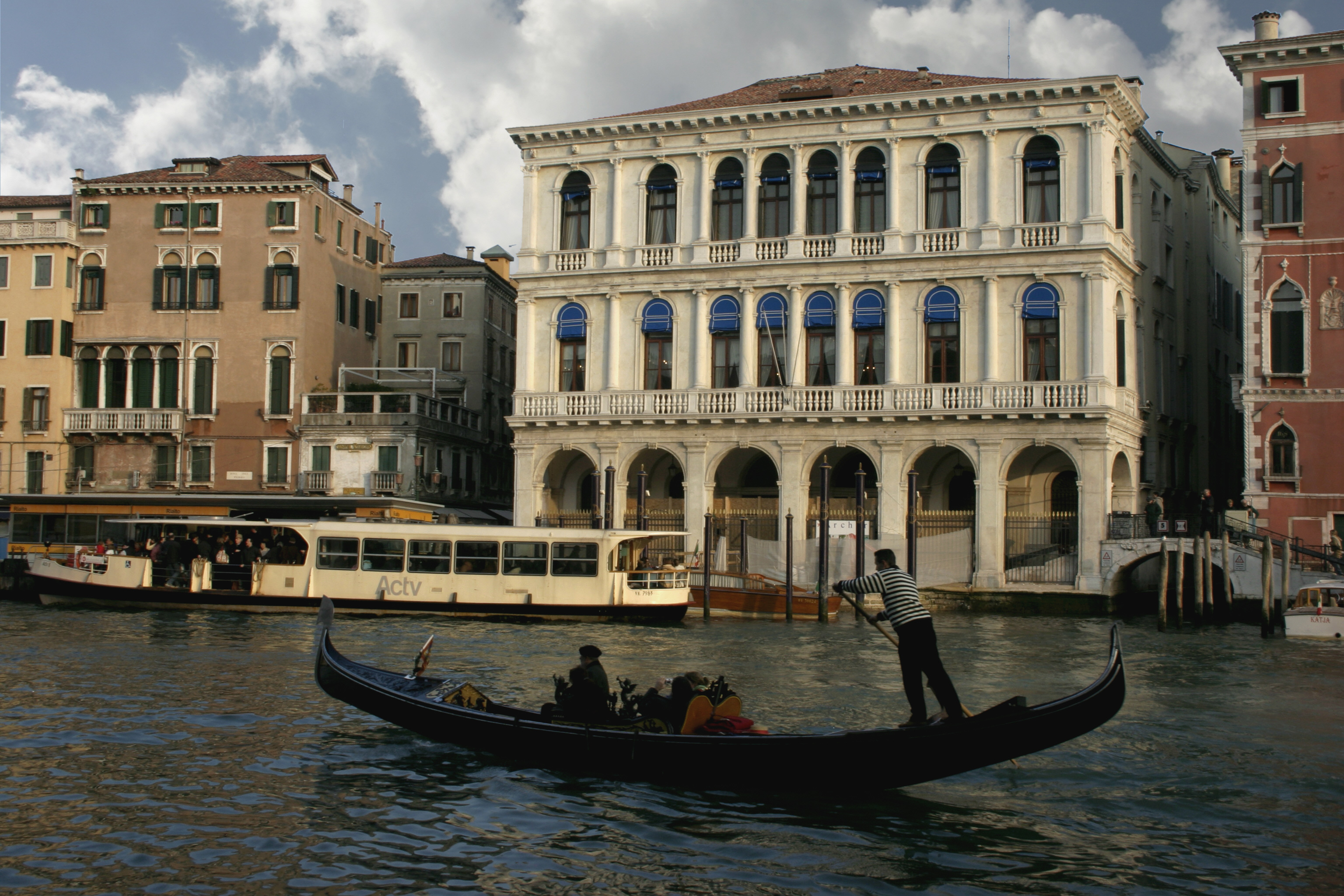
Vaporetto i góndola davant del Palau Dolfin-Manin

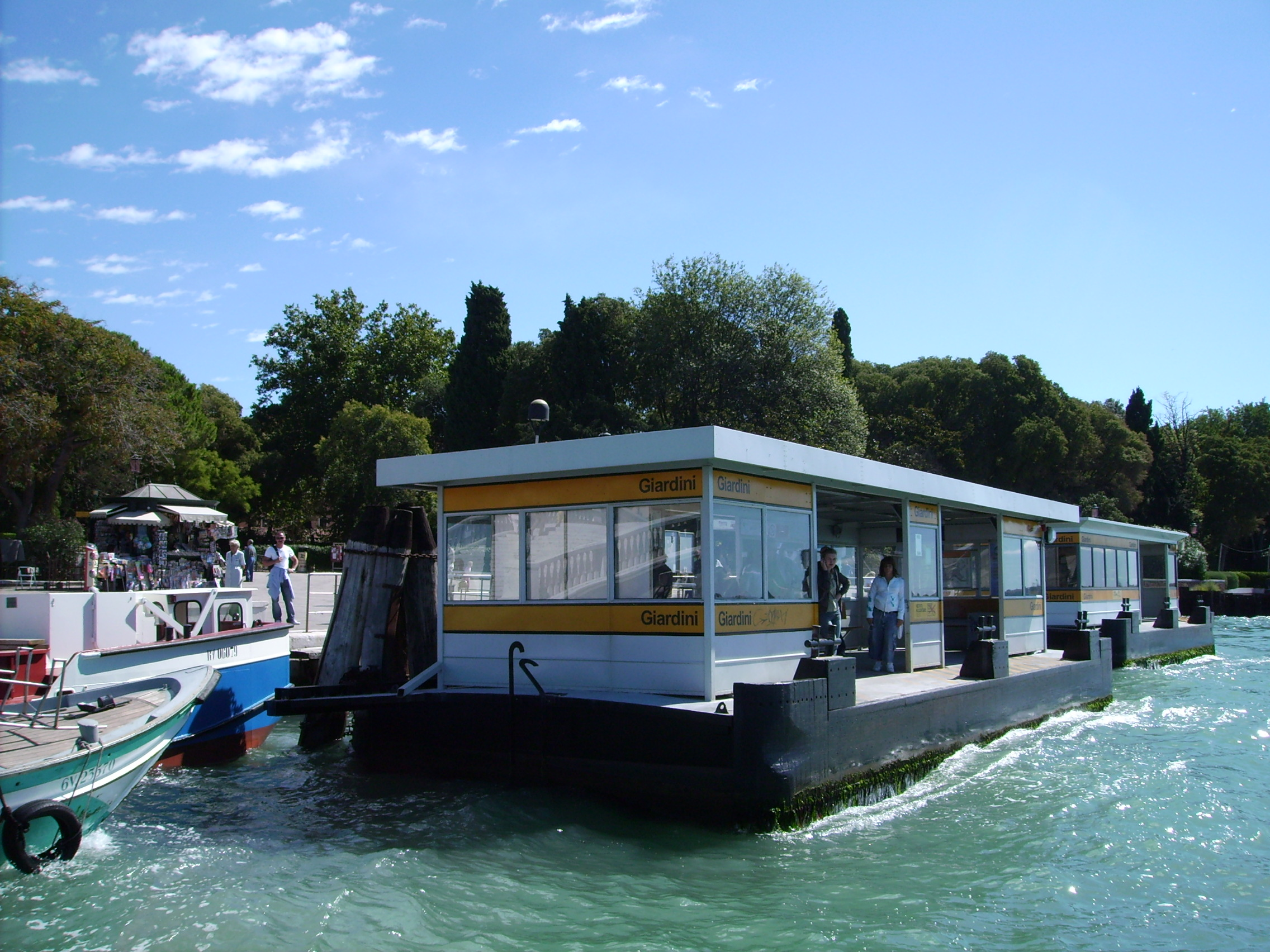
Parada flotant dels vaporetti

No hi ha limitacions per als vaporetti de la línia de l'ACTV (l'empresa pública de transports de Venècia), que són el principal mitjà de transport de persones; algunes línies recorren tot el canal, aturant-se a prop de molls o pontons fixats al fons de la llacuna. Les parades del vaporetto al llarg del Canal són:
- Piazzale Roma
- Ferrovia
- Riva de Biasio
- S. Marcuola
- San Stae
- Ca' d'Oro
- Rialto Mercato
- Rialto
- San Silvestro
- Sant'Angelo
- San Tomà/Basílica de Santa Maria Gloriosa dei Frari
- Ca' Rezzonico
- San Samuele/Palazzo Grassi
- Acadèmia
- Santa Maria del Giglio
- Basílica de Santa Maria della Salute
- S. Marco Vallaresso

El Canal també té rutes de llanxes que fan el servei de taxi.

### Góndoles

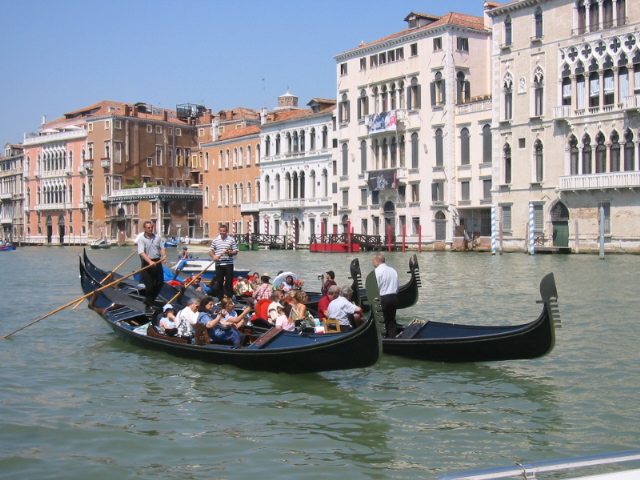
Passeig en góndola pel Gran Canal

Molts turistes prefereixen conèixer el Gran Canal amb el vehicle tradicional, la góndola, per admirar amb calma els palaus i ponts i descobrir els llocs on van viure personatges famosos.

### Transbordadors
Per travessar el Gran Canal existeixen els gondoloni, també anomenats barchette, que fan la funció de ferri entre dues stazi (estacions), podent transportar fins a catorze persones. Molt nombroses en el passat, quan moure's en góndola era corrent, actualment queden els següents:
Ferrovia - San Simeon Piccolo, San Marcuola - Fondaco dei Turchi, Santa Sofia - Pescaria, Fondamenta del Vin - Riva del Carbon (a Rialto), San Tomà - Sant'Angelo, San Barnaba - San Samuele, San Gregorio - Santa Maria Zobenigo.

## Esdeveniments

### Regata Storica

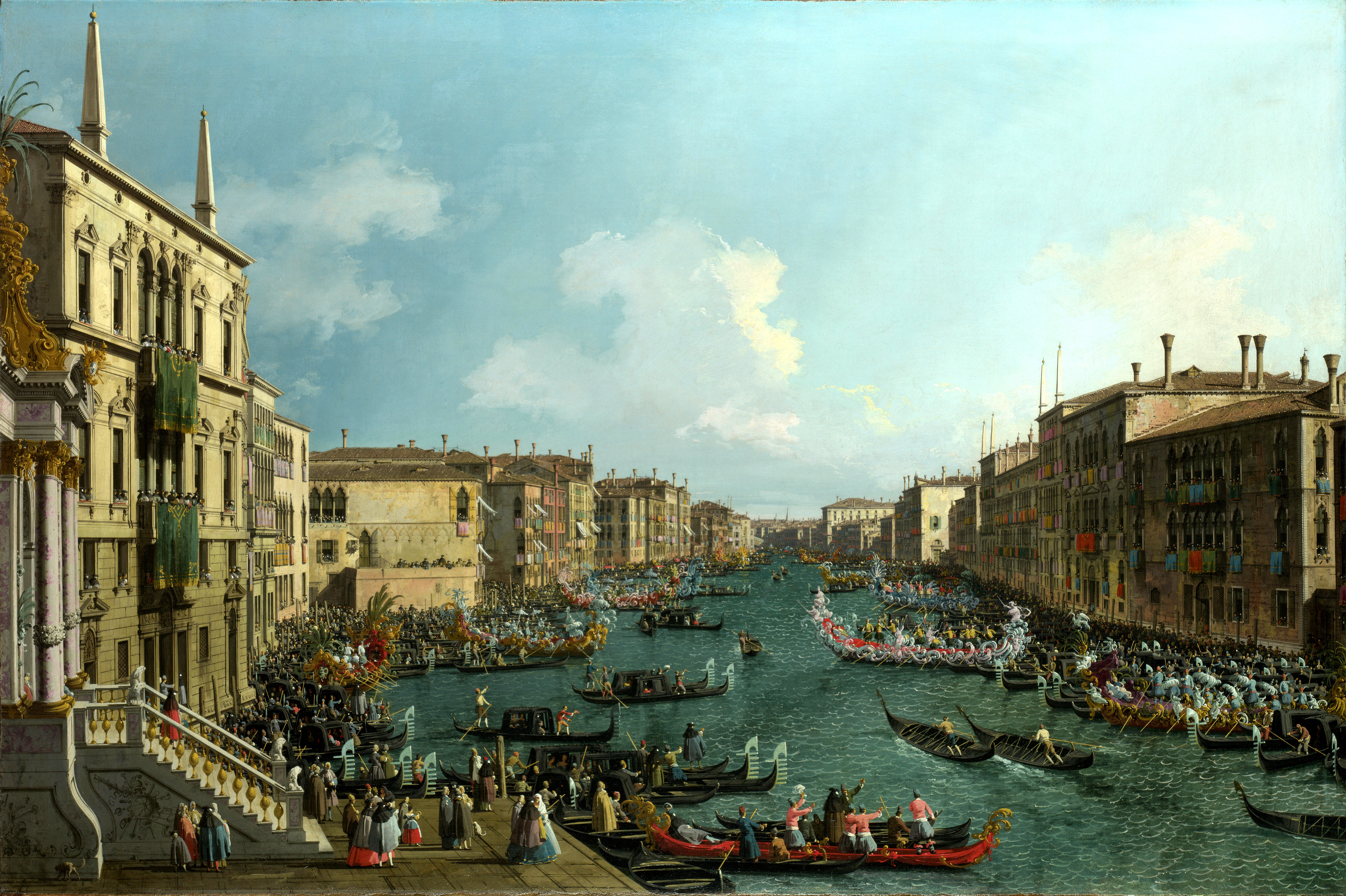
La Regata Vista da Ca' Foscari, de Canaletto

Cada any, el primer diumenge de setembre, té lloc al llarg del Gran Canal la Regata Storica, una sèrie de curses que atrauen a multituds de venecians. Precedeix a les curses el Corteo Storico (desfilada històrica), on es commemora l'entrada a la ciutat de Caterina Cornaro reina de Xipre, després de la seua abdicació en 1489: gondolers vestits d'època condueixen embarcacions típiques del segle xvi en el seguit del Bucentaure, la galera d'estat dels Dogos.

### Festa della Madonna della Salute
El 21 de novembre marca la Festa della Madonna della Salute, en la qual els venecians agraeixen a la mare de Déu la salvació de la pesta ocorreguda els anys 1630-31 amb un pelegrinatge a la basílica. Per a l'ocasió es prepara un pont provisional fet de barques que travessa el Gran Canal. Els peregrins celebren la festa en el Campo della Salute, visitant les paradetes i menjant castradina.